# Кларк-Форк (Айдахо)
Кларк-Форк (англ. Clark Fork) — місто в окрузі Боннер, штат Айдахо, США. Згідно з переписом 2010 року населення становило 536 осіб, що на 6 осіб більше, ніж 2000 року.

## Географія
Кларк-Форк розташований за координатами 48°8′50″ пн. ш. 116°10′37″ зх. д. / 48.14722° пн. ш. 116.17694° зх. д. (48.147191, -116.176859).  За даними Бюро перепису населення США в 2010 році місто мало площу 2,38 км², уся площа — суходіл. В 2017 році площа становила 2,55 км², з яких 2,55 км² — суходіл та 0,00 км² — водойми.

## Демографія

### Перепис 2010 року
Згідно з переписом 2010 року, у місті проживало 536 осіб у 260 домогосподарствах у складі 138 родин. Густота населення становила 224,9 особи/км². Було 308 помешкань, середня густота яких становила 129,3/км². Расовий склад міста: 95,5 % білих, 0,7 % індіанців, 0,6 % азіатів, 0,6 % інших рас, а також 2,6 % людей, які зараховують себе до двох або більше рас. Іспанці та латиноамериканці незалежно від раси становили 0,9 % населення.
Із 260 домогосподарств 24,6 % мали дітей віком до 18 років, які жили з батьками; 40,4 % були подружжями, які жили разом; 7,7 % мали господиню без чоловіка; 5,0 % мали господаря без дружини і 46,9 % не були родинами. 41,9 % домогосподарств складалися з однієї особи, у тому числі 19,2 % віком 65 і більше років. У середньому на домогосподарство припадало 2,06 мешканця, а середній розмір родини становив 2,87 особи.
Середній вік жителів міста становив 45,5 року. Із них 21,6 % були віком до 18 років; 7,2 % — від 18 до 24; 19,8 % від 25 до 44; 32,5 % від 45 до 64 і 18,8 % — 65 років або старші. Статевий склад населення: 50,6 % — чоловіки і 49,4 % — жінки.
Середній дохід на одне домашнє господарство  становив 29 095 доларів США (медіана — 20 000), а середній дохід на одну сім'ю — 38 774 долари (медіана — 34 500). Медіана доходів становила 35 625 доларів для чоловіків та 49 688 доларів для жінок. За межею бідності перебувало 34,3 % осіб, у тому числі 38,6 % дітей у віці до 18 років та 16,5 % осіб у віці 65 років та старших.
Цивільне працевлаштоване населення становило 168 осіб. Основні галузі зайнятості: освіта, охорона здоров'я та соціальна допомога — 23,2 %, мистецтво, розваги та відпочинок — 16,7 %, науковці, спеціалісти, менеджери — 16,1 %.

### Перепис 2000 року
Згідно з переписом 2000 року, у місті проживало 530 осіб у 238 домогосподарствах у складі 138 родин. Густота населення становила 208,8 особи/км². Було 286 помешкань, середня густота яких становила 112,7/км². Расовий склад міста: 93,96 % білих, 0,57 % афроамериканців, 1,32 % індіанців, 0,19 % азіатів, 1,70 % інших рас і 2,26 % людей, які зараховують себе до двох або більше рас. Іспанці та латиноамериканці незалежно від раси становили 3,02 % населення.
Із 238 домогосподарств 24,4 % мали дітей віком до 18 років, які жили з батьками; 47,5 % були подружжями, які жили разом; 8,0 % мали господиню без чоловіка, і 42,0 % не були родинами. 37,4 % домогосподарств складалися з однієї особи, у тому числі 16,4 % віком 65 і більше років. У середньому на домогосподарство припадало 2,22 мешканця, а середній розмір родини становив 2,94 особи.
Віковий склад населення: 24,7 % віком до 18 років, 4,9 % від 18 до 24, 28,3 % від 25 до 44, 24,0 % від 45 до 64 і 18,1 % років і старші. Середній вік жителів — 40 років. Статевий склад населення: 50,4 % — чоловіки і 49,6 % — жінки.
Середній дохід домогосподарств у місті становив US$22 031, родин — $28 472. Середній дохід чоловіків становив $28 036 проти $21 042 у жінок. Дохід на душу населення в місті був $13 979. Приблизно 15,3 % родин і 20,8 % населення перебували за межею бідності, включаючи 19,0 % віком до 18 років і 20,2 % від 65 і старших.